# うさぎ座U星
うさぎ座U星 (うさぎざUせい、U Leporis, U Lep) は、太陽系から見てうさぎ座の方向約3360光年の距離にある恒星で、変光星としてはこと座RR型変光星に分類される。年老いた星で、既に主系列から赤色巨星分枝の段階を終え、中心核でヘリウム核融合が始まって一時的に表面温度が上昇した「水平分枝」と呼ばれる段階にある。ヘルツシュプルング・ラッセル図の上では、脈動変光星として活動する「不安定帯」と呼ばれる領域にある。太陽よりも古くから存在する種族IIの恒星で、金属量は太陽の約60分の1と非常に少ない。
1889年3月に撮影された写真乾板から、ヤコブス・カプタインが変光星であることを指摘し、1903年にはロバート・イネスとカプタインによって系統的な観測結果が発表され、変光周期が0.58144日の星団型変光星（のちのこと座RR型変光星）であることが判明した。これはプロトタイプのこと座RR星よりも早く、こと座RR型変光星としては最も早く発見された星である。